# Трес-Риус (микрорегион)
Трес-Риус (порт. Microrregião de Três Rios) — микрорегион в Бразилии, входит в штат Рио-де-Жанейро. Составная часть мезорегиона Центр штата Рио-де-Жанейро. Население составляет 	155 644	 человека (на 2010 год). Площадь — 	1666,273	 км². Плотность населения — 	93,41	 чел./км².

## Демография
Согласно сведениям, собранным в ходе переписи 2010 г. Национальным институтом географии и статистики (IBGE), население микрорегиона составляет:						
| Полное население                             | Полное население                             | Полное население                             | Полное население                             | 155 644 |
| -------------------------------------------- | -------------------------------------------- | -------------------------------------------- | -------------------------------------------- | ------- |
| в том числе:                                 | Городское население                          | 142 377                                      | Процент городского населения, %              | 91,48   |
|                                              | Сельское население                           | 13 267                                       | Процент сельского населения, %               | 8,52    |
|                                              | Мужское население                            | 75 268                                       | Процент мужского населения, %                | 48,36   |
|                                              | Женское население                            | 80 376                                       | Процент женского населения, %                | 51,64   |
| Плотность населения, чел/км²                 | Плотность населения, чел/км²                 | Плотность населения, чел/км²                 | Плотность населения, чел/км²                 | 93,41   |
| Население микрорегиона в % к населению штата | Население микрорегиона в % к населению штата | Население микрорегиона в % к населению штата | Население микрорегиона в % к населению штата | 0,97    |

## Статистика
- Валовой внутренний продукт на 2003 год составляет 1 040 797 226,00 реалов (данные: Бразильский институт географии и статистики).
- Валовой внутренний продукт на душу населения на 2003 год составляет 6949,29 реалов (данные: Бразильский институт географии и статистики).

## Состав микрорегиона
В составе микрорегиона включены следующие муниципалитеты:
1. Ареал
2. Комендадор-Леви-Гаспариан
3. Параиба-ду-Сул
4. Сапукая
5. Трес-Риус